# Comoclathris quadriseptata
Comoclathris quadriseptata är en svampart som tillhör divisionen sporsäcksvampar, och som först beskrevs av Cooke och Harvey Wilson Harkness, och fick sitt nu gällande namn av Robert Alan Shoemaker och C.E. Babcock. Comoclathris quadriseptata ingår i släktet Comoclathris, och familjen Diademaceae. Arten är reproducerande i Sverige.